# Hoffnungskirche (Görlitz)

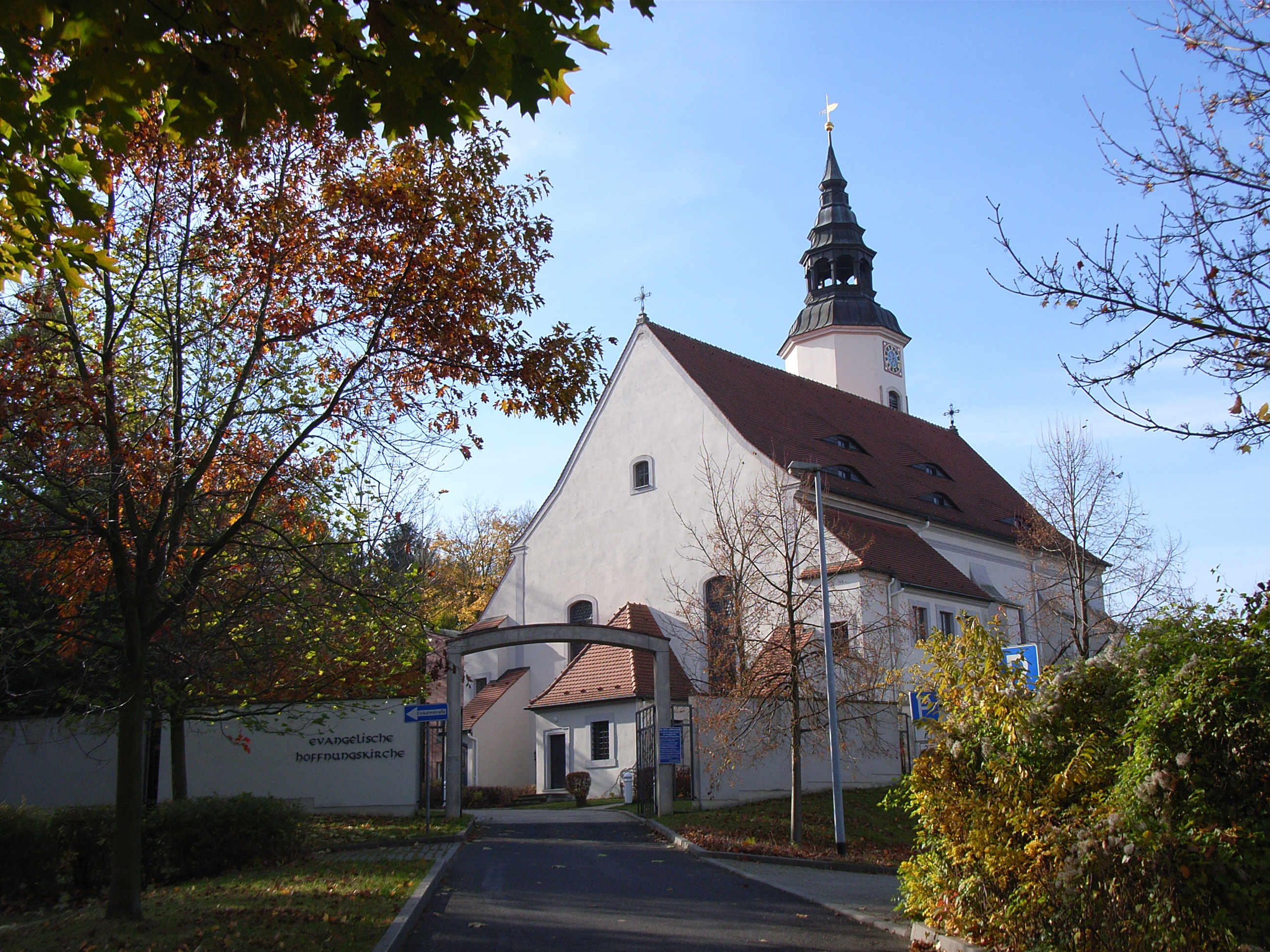
Hoffnungskirche

Die Hoffnungskirche ist ein evangelisches Kirchengebäude in Görlitz-Königshufen. Sie wurde 1998 als Rekonstruktion der Dorfkirche von Deutsch-Ossig mit den originalen Deckenmalereien und der barocken Innenausstattung neu errichtet. Die Kirchengemeinde gehört zum Kirchenkreis Schlesische Oberlausitz der Evangelischen Kirche Berlin-Brandenburg-schlesische Oberlausitz.

## Lage
Die Hoffnungskirche liegt auf einer Anhöhe bei der Neubausiedlung Görlitz-Königshufen am Von-Rodewitz-Weg 3.
Die Dreifaltigkeitskirche stand in Deutsch-Ossig südlich von Görlitz.

## Geschichte

### Dreifaltigkeitskirche Deutsch-Ossig
Von 1715 bis 1718 wurde im Dorf Deutsch-Ossig eine neue Kirche gebaut. Im späten 18. Jahrhundert wurden Deckengemälde ergänzt und eine neue Orgel eingebaut. 1892 gab es einige weitere bauliche Ergänzungen im Inneren.
In den 1980er Jahren wurde die Abtragung des Dorfes für den Braunkohlentagebau beschlossen. 1988 wurde die Kirche entwidmet und danach stückweise abgetragen. Nach den politischen Veränderungen von 1989 wurde der geplante Tagebau in diesem Gebiet nicht mehr durchgeführt.

### Hoffnungskirche Görlitz-Königshufen
In dem Neubaugebiet Königshufen, das in den 1980er Jahren errichtet worden war, wurde die Kirche aus Deutsch Ossig originalgetreu wieder aufgebaut, allerdings größtenteils aus neuem Baumaterial. Die originalen Deckenmalereien wurden eingesetzt, ebenso die barocke Innenausstattung. Auf die baulichen Ergänzungen von 1892 wurde dagegen verzichtet.
Am Pfingstmontag, dem 1. Juni 1998, wurde die Kirche im Beisein des Bischofs der Evangelischen Kirche der schlesischen Oberlausitz eingeweiht. In dieser Zeit hatte die Kirchengemeinde etwa 1300 Mitglieder. Daneben gibt es ein Gemeindezentrum.

## Architektur und Innenausstattung
Die Kirche ist eine Kopie des Barockbaus aus Deutsch Ossig von 1715 bis 1718.
Im Inneren sind die originalen Gewölbemalereien von Johann Joseph Schlappach aus dem späten 18. Jahrhundert eingebaut. Der Kanzelaltar, der Beichtstuhl und der Taufengel von Caspar Gottlob von Rodewitz sind aus der Erbauungszeit von 1718, ebenso die vergoldeten Patronatslogen.
Der Orgelprospekt wurde von Leopold Balthasar Schmahl 1774 angefertigt. Darin baute Schuster & Sohn 1906 eine neue pneumatische Orgel mit 2 Manualen, Pedal und 25 Registern, mit Teilen der vorherigen Orgel.
Die Innenausstattung der Kirche von Deutsch Ossig galt als eine der prächtigsten in der Oberlausitz.

## Weitere versetzte Kirchen in Tagebaugebieten
Die Dorfkirche Pritzen in der Niederlausitz wurde in den 1990er Jahren in Spremberg wieder aufgebaut.
2007 wurde eine Dorfkirche im Ganzen nach Borna in Sachsen umgesetzt.